# Volkensinia prostrata
Volkensinia prostrata är en amarantväxtart som först beskrevs av Georg Ludwig August Volkens och Ernest Friedrich Gilg, och fick sitt nu gällande namn av Schinz. Volkensinia prostrata ingår i släktet Volkensinia och familjen amarantväxter. Utöver nominatformen finns också underarten V. p. lanceolata.